# Jonction grand-ducale
Cet article court présente un sujet plus développé dans : Ligne 44 (Infrabel), Ligne 45 (Infrabel), Ligne 42 (Infrabel) et Ligne 1 (CFL).
La jonction grand-ducale était une ligne de chemin de fer de la Société royale grand-ducale des chemins de fer Guillaume-Luxembourg achevée en 1867 et exploitée par la compagnie française des Chemins de fer de l'Est. Elle forme une liaison internationale vers le Grand-Duché de Luxembourg et dessert notamment Gouvy, Vielsalm, Trois-Ponts, Stavelot et Spa.

## Description
Entre Pepinster et Spa elle exploite une ligne préexistante qui était auparavant exploitée par la Compagnie du chemin de fer de Pepinster à Spa.
Les chemins de fer Guillaume-Luxembourg réaliseront une ligne, très accidentée, de Spa à Trois-Ponts (au confluent de l'Amblève et de la Salm), qui se prolonge vers Gouvy en remontant la vallée de l'Amblève. Cette ligne franchit la frontière belgo-luxembourgeoise entre Gouvy et Troisvierges et redescend ensuite vers Ettelbruck en suivant la rivière Woltz, la Clerve et la Wiltz avant de remonter vers la ville de Luxembourg en longeant l'Alzette. Une courte ligne en impasse (actuelle ligne 1a), dessert la ville de Diekirch qui se trouve à l'écart de la ligne.

## Disparition
La partie de la ligne située en Belgique sera nationalisée en 1872 et cessa d'exister comme une entité continue après le prolongement de la ligne 42 vers Rivage (de 1885 à 1890) permettant un accès moins sinueux au bassin liégeois. Entre Spa, Stavelot et Trois-Ponts, l'ancienne ligne, très sinueuse, perdra progressivement son trafic à longue distance avant d'être entièrement désaffectée.
La portion située au Luxembourg est toujours empruntée par un important trafic comprenant quelques trains internationaux.
Le tracé de la Jonction Grand-Ducale est désormais repris par les lignes suivantes :
- la Ligne 1 (CFL) entre Luxembourg, Ettelbruck et Gouvy ;
- la Ligne 42 (Infrabel) entre Gouvy et Trois-Ponts ;
- la Ligne 45 (Infrabel) entre Trois-Ponts et Stavelot (abandonnée) ;
- la Ligne 44 (Infrabel) entre Stavelot, Spa et Pepinster (abandonnée entre Stavelot et Spa-Geronstère).